# Крайнее (Крым)
Кра́йнее (до 1945 года Теши́й; укр. Крайнє, крымскотат. Teşiy, Теший) — село в Сакском районе Республики Крым, центр Крайненского сельского поселения (согласно административно-территориальному делению Украины — Крайненского сельского совета Автономной Республики Крым).

## Население
| 2001 | 2014 |
| ---- | ---- |
| 1167 | ↘875 |

Всеукраинская перепись 2001 года показала следующее распределение по носителям языка
| Язык             | Процент |
| ---------------- | ------- |
| русский          | 46.87   |
| крымскотатарский | 34.7    |
| украинский       | 16.37   |
| другие           | 0.51    |

### Динамика численности
| - 1806 год — 76 чел. - 1864 год — 29 чел. - 1889 год — 126 чел. - 1892 год — 39 чел. - 1900 год — 183 чел. - 1904 год — 40 чел. - 1915 год — 158 чел. | - 1926 год — 195 чел. - 1939 год — 269 чел. - 1974 год — 964 чел. - 1989 год — 926 чел. - 2001 год — 1167 чел. - 2009 год — 1090 чел. - 2014 год — 875 чел. |

## Современное состояние
На 2016 год в Крайнем числится 10 улиц и 2 переулка; на 2009 год, по данным сельсовета, село занимало площадь 254,3 гектара, на которой в 396 дворах числилось 1090 жителей. В селе действуют, средняя школа, дом культуры, сельская библиотека, фельдшерско-акушерский пункт, церковь святых мучеников Флора и Лавра. Крайнее связано автобусным сообщением с Саками и соседними населёнными пунктами.

## География
Крайнее — село на востоке района, в маловодной Карьерной балке степного Крыма, в менее чем 30 км от берега Чёрного моря, высота центра села над уровнем моря — 41 м. Соседние сёла: Крымское в 5 км на юг, Трудовое в 3,7 км на запад и Низинное в 3,5 км на восток. Расстояние до райцентра Саки — около 29 километров (по шоссе) на запад, ближайшая железнодорожная станция — Яркая (на линии Остряково — Евпатория) — около 9 км. Транспортное сообщение осуществляется по региональной автодороге 35Н-491 от шоссе 35К-004 Симферополь — Евпатория до Крайнего (по украинской классификации С-0-11244).

## История
Первое документальное упоминание села встречается в Камеральном Описании Крыма… 1784 года, судя по которому, в последний период Крымского ханства Теши входил в Каракуртский кадылык Бахчисарайского каймаканства. После присоединения Крыма к России (8) 19 апреля 1783 года, (8) 19 февраля 1784 года, именным указом Екатерины II сенату, на территории бывшего Крымского Ханства была образована Таврическая область и деревня была приписана к Евпаторийскому уезду. После Павловских реформ, с 1796 по 1802 год, входила в Акмечетский уезд Новороссийской губернии. По новому административному делению, после создания 8 (20) октября 1802 года Таврической губернии, Теший был включён в состав Тулатской волости Евпаторийского уезда.
По Ведомости о волостях и селениях, в Евпаторийском уезде с показанием числа дворов и душ… от 19 апреля 1806 года в деревне  Тикей числилось 13 дворов, 76 жителей крымских татар, а деревня принадлежала нокоему Каракашу. На военно-топографической карте генерал-майора Мухина 1817 года деревня Тший обозначена с 21 двором. После реформы волостного деления 1829 года Теший, согласно «Ведомости о казённых волостях Таврической губернии 1829 года», отнесли к Темешской волости (переименованной из Тулатской). На карте 1836 года в деревне Тший 19 дворов, а на карте 1842 года Теший обозначен условным знаком «малая деревня», то есть, менее 5 дворов.
В 1860-х годах, после земской реформы Александра II, деревню приписали к Абузларской волости. В «Списке населённых мест Таврической губернии по сведениям 1864 года», составленном по результатам VIII ревизии 1864 года, Теший — владельческая татарская деревня, с 4 дворами, 29 жителями и мечетью при колодцах. По обследованиям профессора А. Н. Козловского 1867 года, вода в колодцах деревни Тыший была солоновато-горькая, а их глубина достигала 26—30 саженей (55—63 м). Согласно «Памятной книжке Таврической губернии за 1867 год», деревня Теший была покинута жителями в 1860—1864 годах, в результате эмиграции крымских татар, особенно массовой после Крымской войны 1853—1856 годов, в Турцию и заселена русскими купцами, мещанами и вольными матросами. А, согласно энциклопедическому словарю «Немцы России», в 1861 году немцы-лютеране, выходцы из беловежских колоний, аренедовали в деревне землю и основали здесь своё поселение. На трехверстовой карте 1865—1876 года в деревне Теший обозначено 7 дворов. По «Памятной книге Таврической губернии 1889 года», по результатам Х ревизии 1887 года, в деревне Тший числилось 24 двора и 126 жителей. На верстовой карте 1890 года в деревне обозначено 27 дворов с русско-немецко-татарским населением. Согласно «…Памятной книжке Таврической губернии на 1892 год», в деревне Теший, входившей в Биюк-Токсабинский участок, числилось 39 жителей в 7 домохозяйствах.
Земская реформа 1890-х годов в Евпаторийском уезде прошла после 1892 года, в результате Теший приписали к Камбарской волости.
По «…Памятной книжке Таврической губернии на 1900 год» в деревне числилось 183 жителя в 29 дворах, в 1904 году, согласно энциклопедическому словарю, 40 человек. На 1914 год в селении действовала лютеранская школа грамотности. По Статистическому справочнику Таврической губернии. Ч.II-я. Статистический очерк, выпуск пятый Евпаторийский уезд, 1915 год, в деревне Теший Камбарской волости Евпаторийского уезда числилось 14 дворов (1 двор с землёй, 13 — безземельные) со смешанным населением в количестве 11 человек приписных жителей и 147 — «посторонних», из которых 85 мужчин и 73 женщины. Жители владели 1223 десятинами удобной земли. В хозяйствах имелось 10 лошадей, 2 вола, 4 коровы и 10 голов мелкого скота.
После установления в Крыму Советской власти, по постановлению Крымревкома от 8 января 1921 года была упразднена волостная система и село включили в состав вновь созданного Сарабузского района Симферопольского уезда, а в 1922 году уезды получили название округов. 11 октября 1923 года, согласно постановлению ВЦИК, в административное деление Крымской АССР были внесены изменения, в результате которых был ликвидирован Сарабузский район и образован Симферопольский и село включили в его состав. Согласно Списку населённых пунктов Крымской АССР по Всесоюзной переписи 17 декабря 1926 года, в селе Теший, Джума-Абламского сельсовета Симферопольского района, числилось 44 двора, из них 36 крестьянских, население составляло 195 человек, из них 71 немец, 48 русских, 41 татарин, 20 украинцев, 5 армян, 2 еврея, 1 эстонец, 8 записаны в графе «прочие», действовала русская школа. 15 сентября 1931 года был создан Биюк-Онларский немецкий национальный район и село, с населением 225 человек, включили в его состав. Постановлением Президиума КрымЦИКа «Об образовании новой административной территориальной сети Крымской АССР» от 26 января 1935 года был создан Сакский район и Теший включили в состав нового, видимо, тогда же был образован Тишинский сельсовет (в котором село состоит всю дальнейшую историю), поскольку на 1940 год он уже существовал. По данным всесоюзной переписи населения 1939 года в селе проживало 269 человек. Вскоре после начала Великой Отечественной войны, 18 августа 1941 года крымские немцы были выселены, сначала в Ставропольский край, а затем в Сибирь и северный Казахстан.
В 1944 году, после освобождения Крыма от фашистов, согласно Постановлению Государственного комитета обороны № 5859 от 11 мая 1944 года, 18 мая крымские татары из села были депортированы в Среднюю Азию. 12 августа 1944 года было принято постановление № ГОКО-6372с «О переселении колхозников в районы Крыма», по которому в район из Курской и Тамбовской областей РСФСР в район переселялись 8100 колхозников, а в начале 1950-х годов последовала вторая волна переселенцев из различных областей Украины. Указом Президиума Верховного Совета РСФСР от 21 августа 1945 года Тиши был переименован в Крайнее и Тишинский сельсовет — в Крайновский. В ВОВ участвовали 47 жителей села, 19 из них погибли. В честь погибших односельчан в 1965 году в селе установлен обелиск. В послевоенный период село активно заселялось переселенцами из России и с Украины.
С 25 июня 1946 года Крайнее в составе Крымской области РСФСР. В 1952 году был образован Крайненский сельсовет. 26 апреля 1954 года Крымская область была передана из состава РСФСР в состав УССР. Указом Президиума Верховного Совета УССР «Об укрупнении сельских районов Крымской области», от 30 декабря 1962 года село присоединили к Евпаторийскому району. 1 января 1965 года, указом Президиума ВС УССР «О внесении изменений в административное районирование УССР — по Крымской области», Евпаторийский район был упразднён и село включили в состав Сакского (по другим данным — 11 февраля 1963 года). На 1974 год в Крайнем имелась восьмилетняя школа, детский сад-ясли, дом культуры с залом на 400 мест, библиотека с фондом 9750 книг, фельдшерско-акушерский пункт, 2 магазина и столовая. До 1991 года в селе размещалась центральная усадьба колхоза «им. Жданова», который специализировался на выращивании зерновых культур и животноводстве. По данным переписи 1989 года в селе проживало 926 человек. С 12 февраля 1991 года село в восстановленной Крымской АССР, 26 февраля 1992 года переименованной в Автономную Республику Крым. С 21 марта 2014 года в составе Крыма аннексировано Россией.